# Tabi'un
Tabi'un (arabiska: تابعون), "de följande" är generationen av muslimer som följde sahaba (den islamiske profeten Muhammeds följeslagare), och därmed tog emot profetens läror i andra hand. Tabi'un (eller tabi'in) kallas de som träffat minst en följeslagare och varit bekant med den. Det finns olika åsikter om tabi'uns korantolkningar (tafsir); vissa har inte alls ansett dem vara av värde, vissa har accepterat all deras tafsir och ansett dem vara trovärdiga. En åsikt är att var och en av deras tafsir måste analyseras och att man därefter kan bilda sig en åsikt om dem.